# Биюк-Тузакчинская волость
Бию́к-Тузакчи́нская волость — административно-территориальная единица в составе Перекопского уезда Таврической губернии. Образован при реоганизации сохранившегося со времён Крымского ханства административного деления из деревень бывшего Перекопского каймаканства 8 (20) октября 1802 года.
Волость занимала территорию центра и севера современного Джанкойского района до побережья Сиваша. Население было мусульманским, из 5 049 человек на октябрь 1805 года, только 179 записаны как ясыры. Ещё числилось 181 человек крымских цыган, также исповедовавших ислам, остальные — крымские татары. Крупных населённых пунктов в волости не было, самая населённая деревня — Джанкой — 271 житель.

## Деревни Биюк-Тузакчинской волости
Волость просуществовала, сменив к 1829 году название на Тузакчинскую, с незначительными изменениями изменениями в составе, до земской реформы Александра II в 1860-х годах. В результате реформ деревни были распределены между Богемской и Ишуньской волостями.